# Regra dos sinais de Descartes
A regra dos sinais de Descartes, primeiramente descrita por René Descartes no seu trabalho La géométrie,  é um teorema que determina o número de raízes positivas e negativas de um polinômio.
Segundo a regra, se os termos de um polinômio com coeficientes reais são colocados em ordem decrescente de grau, então o número de raízes positivas do polinômio é ou igual ao número de permutações de sinal ou menor por uma diferença par. Mais precisamente falando, o número de permutações é igual ao número de raízes positivas acrescido do número de raízes imaginárias (que sempre acontecem ao pares em polinômios de coeficientes reais).

## Exemplo
{\displaystyle x^{3}+x^{2}-x-1\,}
Possui uma mudança de sinal entre o segundo e o terceiro termos. Portanto possui apenas uma raiz positiva.
Para contar o número de raízes negativa, fazemos a substituição {\displaystyle x\longrightarrow -x\,}:
{\displaystyle -x^{3}+x^{2}+x-1\,}
Este polinômio tem duas permutações de sinal, logo o polinômio original possui 2 ou 0 raízes negativas.
Para confirmar o resultado, observe a fatoração do polinômio:
{\displaystyle (x+1)^{2}(x-1),\,}
Então as raízes são -1 (duas vezes) e 1